# 17008 Anamariaperez
17008 Anamariaperez è un asteroide della fascia principale. Scoperto nel 1999, presenta un'orbita caratterizzata da un semiasse maggiore pari a 2,975461 UA e da un'eccentricità di 0,113567, inclinata di 7,586749° rispetto all'eclittica. Ha un diametro di 5,891 km.